# 黑尔德旺根-舍纳赫
黑尔德旺根-舍纳赫是德国巴登-符腾堡州的一个市镇。总面积36.52平方公里，总人口3353人，其中男性1671人，女性1682人（2011年12月31日），人口密度92人/平方公里。